# Jules Isaac
Jules Isaac (* 1877 in Rennes; † 6. September 1963 in Aix-en-Provence) war ein französischer Historiker. Er setzte sich für die christlich-jüdische sowie für die deutsch-französische Verständigung ein.

## Leben
Jules Isaac stammte aus einer jüdischen Familie und war Sohn des Berufsoffiziers Edouard Marx Isaac, der nach der Annexion durch das Deutsche Reich nach dem Deutsch-Französischen Krieg aus dem Elsass nach Frankreich übersiedelt war. Nachdem Jules mit 13 Jahren beide Eltern verloren hatte, besuchte er eine Internatsschule, wo er Charles Péguy kennenlernte, mit dem ihn eine lebenslange Freundschaft verband. Sein Philosophielehrer im Gymnasium war Henri Bergson.
1902 heiratete er die Malerin Laure Ettinghausen: Aus dieser Ehe wurden eine Tochter, Juliette (1903), und zwei Söhne, Daniel (1907) und Jean-Claude (1918) geboren. Nach seiner Habilitation lehrte er in zwei Gymnasien in Paris und wirkte an der Herausgabe und Überarbeitung einer Buchreihe des Verlags Hachette für den Geschichtsunterricht in den Oberschulen mit, die unter der Bezeichnung Malet-Isaac bekannt wurde: Die Bücher dieser Reihe wurden in Frankreich bis in die 1970er Jahre hinein verwendet. Sie wurden auch ins Spanische übersetzt und noch 1992 neu aufgelegt. Als Autor Albert Malet 1915 an der Front von Artois fiel, folgte Isaac als Redaktor. So wurde Jules Isaac im kulturellen Gedächtnis Frankreichs zum «Geschichtsprofessor der Nation» (Pierre Nora). Er setzte sich auch für die Verständigung mit Deutschland auf Schulbuchebene ein und gründete dazu eine Internationale Konferenz für Geschichtsunterricht, die 1932 und 1934 aktiv war.
Im Ersten Weltkrieg war Isaac vier Jahre lang in der französischen Armee und wurde in Verdun verletzt. Als engagierter Antifaschist setzte er sich nach dem Krieg für ein besseres Verständnis zwischen Frankreich und Deutschland und für eine Reform des Schulunterrichts ein. Isaac war Generalinspekteur des Bildungsministeriums von 1936 bis 1940, als er von diesem Amt durch die Vichy-Regierung enthoben wurde und Lehrverbot erhielt. In diesem Jahr floh er mit der Familie nach Aix-en-Provence und dann nach Clermont-Ferrand. Nach allen anderen Mitgliedern seiner Familie wurde 1943 auch Isaacs Frau von der Gestapo verhaftet. Allein der Sohn Jean-Claude überlebte das Konzentrationslager.
1945 wurde Isaac das Amt des Generalinspekteurs, diesmal als Ehrenamt, wieder zuerkannt.

## Werk
Jules Isaac hat außer den Handbüchern für den Schulunterricht nach dem Zweiten Weltkrieg mehrere Bücher geschrieben, die sich mit der Frage des Ursprungs des Hasses gegen die Juden befassen. Bereits während des Kriegs hatte Isaac angefangen, die bis dahin gemeingültige Annahme, dass die Evangelien antisemitisch seien, zu hinterfragen, und eine exegetische Arbeit an den evangelischen Texten begonnen. Das Buch Jésus et Israël, das er während des Kriegs „von Zufluchtsstätte zu Zufluchtsstätte“ schrieb, löste nach seinem Erscheinen im Jahr 1946 feindselige, aber auch enthusiastische Reaktionen aus. Er gehörte zu den Initiatoren der Seelisberger Thesen, die auf der Konferenz von Seelisberg verabschiedet wurden.
Das als Fortsetzung von Jésus et Israël geschriebene Buch Genesis des Antisemitismus analysiert auf Grund rein historischer Erörterungen die Erscheinungsformen und Auswirkungen des Antisemitismus in der Antike und im Mittelalter, um festzustellen, dass von allen Spielarten des Antisemitismus der christlich motivierte alle anderen „hinsichtlich Dauer, Aufbaus des Systems, schädlicher Wirkung, Umfangs und Tiefe weit übertrifft.“
Jules Isaac engagierte sich auch innerhalb der katholischen Gemeinschaft in Frankreich und rief mehrere Vereinigungen der „Jüdisch-Christlichen Freundschaft“ (Amitié Judéo-Chrétienne) ins Leben. Er bat um eine Überarbeitung der Karfreitagsfürbitte für die Juden, legte die Seelisberger Thesen und ein Dokument zur Revision der christlichen Lehre über das Judentum während einer Privataudienz 1960 Papst Johannes XXIII. vor, der es an eine von Kardinal Augustin Bea gegründete Arbeitsgruppe für die Beziehungen der Kirche zum Judentum (Commissione della Santa Sede per i Rapporti Religiosi con l'Ebraismo) weiterleitete. Diese Kommission erarbeitete die Grundlage für die vom Zweiten Vatikanischen Konzil 1965 beschlossene Erklärung über die Haltung der Kirche zu den nichtchristlichen Religionen Nostra Aetate.

## Werke
- Jésus et Israël, Albin Michel, Paris 1946; deutsche Übersetzung: Jesus und Israel, Wien 1968
- Genèse de l’antisémitisme, Paris 1948, ²1956; deutsche Übersetzung: Genesis des Antisemitismus, Wien 1969
- Expériences de ma vie, Calman-Lévy, Paris 1959
- L’Enseignement du mépris (1962), Reprint: Bernard Grasset, Paris 2004 ISBN 2-246-17182-2

## Einzelbelege
1. ↑  Olivier Mentz, Marie-Luise Bühler: Deutsch-französische Beziehungen im europäischen Kontext: Ein vergleichendes Mosaik aus Schule und Hochschule. LIT Verlag Münster, 2017, ISBN 978-3-643-13649-7 (google.de [abgerufen am 21. August 2020]).
2. ↑  Jules Isaac - ein grosser Humanist : Schweizerische Kirchenzeitung. Abgerufen am 21. August 2020.
3. ↑  Jules Isaac: Genesis des Antisemitismus, S. 16.
4. ↑  Dave Schläpfer, Universität Luzern: SEELISBERG: Die Thesen des Humanisten Isaac. Abgerufen am 21. August 2020.

| Personendaten    | Personendaten            |
| ---------------- | ------------------------ |
| NAME             | Isaac, Jules             |
| KURZBESCHREIBUNG | französischer Historiker |
| GEBURTSDATUM     | 1877                     |
| GEBURTSORT       | Rennes                   |
| STERBEDATUM      | 6. September 1963        |
| STERBEORT        | Aix-en-Provence          |